# Pooh
Pooh (Пу) — итальянская рок-группа. За свою карьеру группа продала более 100 миллионов экземпляров своих записей.

## История
Группа была основана в Турине в середине 1960-х годов.
В конце 1960-х годов группу составляли Роби Факкинетти (вокал, клавишные), Валерио Негрини (ударные, вокал), Доди Батталья (гитара, вокал) и Риккардо Фольи (бас-гитара, вокал). В 1971 году Негрини ушёл, но продолжал писать тексты для группы до своей смерти в 2013 году. Оставшиеся трое взяли вместо него ударника и вокалиста Стефано Д’Орацио (скончался 6 ноября 2020 в возрасте 72 лет от последствий заражения коронавирусной инфекцией), выступавшего с группой в 1971–2009, а также в 2015–2016 годах.
В 1973 году из группы уходит Риккардо Фольи, решивший начать сольную карьеру. Вместо него взяли гитариста, басиста и вокалиста Реда Канцьяна. Именно в таком составе группа в течение 15 лет была одним из самых лучших и самых популярных ансамблей на итальянской рок-сцене. Состав этот не менялся до 2009 года, когда из группы ушёл Д’Орацио. Восковые фигуры каждого из четверки установлены в Музее восковых фигур города Рима.
В 1990 году Pooh вместе с американской певицей Ди Ди Бриджуотер победили на Фестивале в Сан-Ремо с песней «Uomini soli». Песню они исполняли раздельно, по очереди в разные дни, то есть на разных этапах конкурса. Она английскую версию, а Pooh — итальянскую.

## Название
В СССР в 1980-е годы на телевидении и в прессе (например, в журнале «Кругозор») группа именовалась «Пух».

## Состав
Сначала группа состояла из Боба Жилло (клавишные), Риккардо Фольи (вокал и бас-гитара), Валерио Негрини (вокал и ударные) и Доди Баттальи (гитара).

### Текущий состав
- Роби Факкинетти (итал. Roby Facchinetti, род. 1944) — вокал, клавишные (1966 — 2016, 2023 — н. в.)
- Доди Батталья (итал. Dodi Battaglia, род. 1951) — вокал, гитара, клавишные (1968 — 2016, 2023 — н. в.)
- Ред Канцьян (итал. Red Canzian, род. 1951) — вокал, бас-гитара, гитара, блокфлейта, виолончель, контрабас (1973 — 2016, 2023 — н. в.)
- Риккардо Фольи (итал. Riccardo Fogli) — вокал, гитара, бас-гитара, бубен (1966 — 1973, 2015 — 2016, 2023 — н. в.)

### Сменщики
- Данило Балло (итал. Danilo Ballo) – гитара, вокал (2010 — 2011), клавишные, вокал (2012 — 2013, 2023 — н. в.)
- Фил Мер (итал. Phil Mer) – гитара, вокал (2011), ударные (2012 — 2013, 2023 — н. в.)

## Бывшие участники
- Боб Жилло (итал. Bob Gillot — вокал, ударные (1966)
- Валерио Негрини[итал.] — вокал, бас-гитара (1966 — 1971)

…
- Стефано Д’Орацио[итал.] (итал. Stefano D'Orazio) — вокал, ударные (1971 — 2009, 2015 — 2016; умер в 2020)

## Хронология
Timeline della formazione

## Дискография
- См. статью «Pooh § Discografia» в итальянском разделе.